# Associazione Calcio Mantova 1993-1994
Questa pagina raccoglie le informazioni riguardanti l'Associazione Calcio Mantova nelle competizioni ufficiali della stagione 1993-1994.

## Stagione
Nella stagione 1993-1994 il Mantova ha disputato il girone A della Serie C1, si è piazzato in seconda posizione di classifica con 66 punti. Il torneo è stato vinto con 68 punti dal Chievo Verona, che ha ottenuto la promozione diretta in Serie B. Il Como, con 51 punti, si è piazzato al quinto posto,  ma vincendo successivamente i playoff ha ottenuto la seconda promozione tra i cadetti. Perché da questa stagione, sperimentalmente in Serie C, la vittoria vale 3 punti, e vengono introdotti Playoff e Playout. Il Mantova inizialmente viene affidato a Gianfranco Bellotto ma dal 7 novembre, dopo la prima sconfitta subita a Carrara (1-0), passa nelle mani di Ugo Tomeazzi disputando un campionato eccellente, il 10 aprile batte il Chievo al Martelli davanti a 10.000 spettatori e balza in testa alla classifica, sembra maturo il ritorno dei virgiliani in Serie B, invece al termine del torneo si piazza in seconda posizione a due lunghezze dai clivensi promossi. La seconda piazza da questa stagione non vale più la promozione diretta per via della riforma dei campionati, si deve passare dai Playoff, la squadra biancorossa cede al Como nel doppio confronto delle semifinali. Ma il peggio per il Mantova è dietro l'angolo, e si manifesta nella sua crudezza, il 1º agosto 1994 quando il Mantova è cancellato dalla Serie C1 da una delibera della CAF, la Commissione di Appello Federale, per un eccedente indebitamento. Si pensa di disputare la Serie C2, ma mancano le liberatorie dei tesserati, manca la fidejussione che garantisce la partecipazione al torneo e quella integrativa. Il Mantova del presidente Paolo Grigolo fallisce ed il calcio mantovano è costretto a riparte dal campionato di Eccellenza. Nella Coppa Italia il Mantova disputa e vince il girone C, eliminando Chievo, Cittadella, Trento e Giorgione, nei sedicesimi supera la Spal, poi si ferma nei quarti di finale, estromesso dalla Triestina.

## Rosa
| N. |                   | Ruolo | Calciatore       |
| -- | ----------------- | ----- | ---------------- |
|    | Italia (bandiera) | C     | Armando Aguzzoli |
|    | Italia (bandiera) | A     | Roberto Arco     |
|    | Italia (bandiera) | A     | Luciano Benetti  |
|    | Italia (bandiera) | C     | Diego Bonavina   |
|    | Italia (bandiera) | P     | Oriano Boschin   |
|    | Italia (bandiera) | A     | Claudio Clementi |
|    | Italia (bandiera) | D     | Franco Farneti   |
|    | Italia (bandiera) | C     | Marco Gori       |
|    | Italia (bandiera) | D     | Fabio Gozzani    |
|    | Italia (bandiera) | D     | Daniele Marsan   |
|    | Italia (bandiera) | D     | Ivano Martini    |
|    | Italia (bandiera) | A     | Carlo Nervo      |

| N. |                     | Ruolo | Calciatore           |
| -- | ------------------- | ----- | -------------------- |
|    | Italia (bandiera)   | A     | Marco Pacione        |
|    | Italia (bandiera)   | C     | Daniele Pasa         |
|    | Italia (bandiera)   | D     | Stefano Perini       |
|    | Italia (bandiera)   | A     | Loris Pradella       |
|    | Italia (bandiera)   | C     | Giuseppe Pregnolato  |
|    | Italia (bandiera)   | P     | Flavio Roma          |
|    | Italia (bandiera)   | D     | Ezio Rossi           |
|    | Svizzera (bandiera) | A     | Dario Tollardo       |
|    | Italia (bandiera)   | D     | Pier Antonio Torroni |
|    | Italia (bandiera)   | C     | Fabio Tricarico      |
|    | Italia (bandiera)   | A     | Nicola Zanini        |

## Risultati

### Campionato

#### Girone di andata
| Arbitro: | Farina (Novi Ligure) |

|                               |           |                                     |
| S. Protti 37’ Cesari 67’, 92’ | Marcatori | 43’ Aguzzoli 56’ Clementi 87’ Nervo |

| Arbitro: | Serena (Bassano del Grappa) |

|                              |           |                             |
| Pasa 10’ (rig.) Clementi 84’ | Marcatori | 30’ (rig.), 60’ G. Bizzarri |

| Arbitro: | Freddi (Sassari) |

|           |           |          |
| Oliva 23’ | Marcatori | 34’ Pasa |

| Arbitro: | De Prisco (Nocera Inferiore) |

|                    |           |  |
| Guarino 13’ (aut.) | Marcatori |  |

| Arbitro: | Rossi (Ciampino) |

|                   |           |                   |
| Aguzzoli 76’, 85’ | Marcatori | 49’ (rig.) Chechi |

| Arbitro: | Gronda (Genova) |

|              |           |               |
| Trapella 38’ | Marcatori | 40’ N. Zanini |

| Arbitro: | D. Messina (Bergamo) |

|                   |           |             |
| Martini 4’ (rig.) | Marcatori | 35’ Dionigi |

| Arbitro: | Longo (Paola) |

|                 |           |  |
| Pasa 77’ (aut.) | Marcatori |  |

| Arbitro: | Pisacreta (Salerno) |

|                                 |           |                    |
| Martini 61’ (rig.) Pradella 75’ | Marcatori | 70’ (rig.) Lorenzo |

| Verona 14 novembre 1993 10ª giornata | Chievo           | 0 – 0 | Mantova | Stadio Marcantonio Bentegodi\| Arbitro: \| Casaluci (Lecce) \| |
| Arbitro:                             | Casaluci (Lecce) |       |         |                                                                |

| Arbitro: | Capozzi (Vicenza) |

|              |           |                |
| Castelli 77’ | Marcatori | 4’ (rig.) Pasa |

| Arbitro: | Dagnello (Trieste) |

|               |           |             |
| Pasa 45’, 70’ | Marcatori | 75’ Gorlani |

| [[Massa (Italia)\|Massa]] 5 dicembre 1993 13ª giornata | Massese            | 0 – 0 | Mantova | Stadio degli Oliveti\| Arbitro: \| De Santis (Tivoli) \| |
| Arbitro:                                               | De Santis (Tivoli) |       |         |                                                          |

| Arbitro: | Ercolino (Cassino) |

|  |           |           |
|  | Marcatori | 52’ Negri |

| Arbitro: | Ruggiero (Nocera Inferiore) |

|                           |           |                         |
| Califano 28’ Marchini 52’ | Marcatori | 27’ Pasa 65’ Pregnolato |

| Arbitro: | Corda (Cagliari) |

|                       |           |  |
| Pasa 58’ Clementi 72’ | Marcatori |  |

| Trieste 16 gennaio 1994 17ª giornata | Triestina          | 0 – 0 | Mantova | Stadio Nereo Rocco\| Arbitro: \| Ciambotti (Empoli) \| |
| Arbitro:                             | Ciambotti (Empoli) |       |         |                                                        |

#### Girone di ritorno
| Arbitro: | Bancale (Latina) |

|                                                  |           |               |
| Leonardi 26’ (aut.) Pasa 50’ (rig.) Clementi 57’ | Marcatori | 39’ S. Protti |

| Arbitro: | De Prisco (Nocera Inferiore) |

|                        |           |                                |
| G. Bizzarri 25’ (rig.) | Marcatori | 8’ Clementi 88’ (rig.) Martini |

| Arbitro: | Cicogna (San Donà di Piave) |

|                         |           |  |
| M. Gori 14’ Pacione 86’ | Marcatori |  |

| Arbitro: | Gambino (Barletta) |

|                                          |           |             |
| Marta 24’ (rig.) Guarino 74’ Benfari 82’ | Marcatori | 14’ Pacione |

| Arbitro: | Alban (Bassano del Grappa) |

|                |           |                       |
| Ferraresso 37’ | Marcatori | 53’ E. Rossi 75’ Pasa |

| Arbitro: | Rossi (Ciampino) |

|                       |           |  |
| Clementi 70’ Pasa 79’ | Marcatori |  |

| Arbitro: | De Santis (Tivoli) |

|  |           |          |
|  | Marcatori | 70’ Pasa |

| Arbitro: | Genovese (Avellino) |

|                         |           |                   |
| Marsan 77’ Clementi 82’ | Marcatori | 13’ F. Fermanelli |

| Pistoia 27 marzo 1994 26ª giornata | Pistoiese                 | 0 – 0 | Mantova | Stadio Comunale\| Arbitro: \| Misticoni (Ascoli Piceno) \| |
| Arbitro:                           | Misticoni (Ascoli Piceno) |       |         |                                                            |

| Arbitro: | Freddi (Sassari) |

|                        |           |  |
| Clementi 15’ Nervo 45’ | Marcatori |  |

| Arbitro: | Cardella (Torre del Greco) |

|                        |           |  |
| Nervo 26’ Clementi 70’ | Marcatori |  |

| Arbitro: | Ciambotti (Empoli) |

|                   |           |                                   |
| Tedeschi 45’, 73’ | Marcatori | 2’ Clementi 53’ Pasa 90’ Aguzzoli |

| Mantova 1º maggio 1994 30ª giornata | Mantova           | 0 – 0 | Massese | Stadio Danilo Martelli\| Arbitro: \| Malatesta (Terni) \| |
| Arbitro:                            | Malatesta (Terni) |       |         |                                                           |

| Arbitro: | Dagnello (Trieste) |

|       |           |  |
| Negri | Marcatori |  |

| Arbitro: | D'Errico (Frattamaggiore) |

|                             |           |              |
| Aguzzoli 5’ Pasa 45’ (rig.) | Marcatori | 43’ Califano |

| Arbitro: | Santoruvo (Bari) |

|  |           |                             |
|  | Marcatori | 74’ Nervo 86’ (aut.) Perugi |

| Arbitro: | Longo (Paola) |

|                                    |           |                         |
| Pasa 25’ Clementi 40’ Aguzzoli 86’ | Marcatori | 26’ (rig.), 65’ Marsich |

### Playoff
| Arbitro: | Serena (Bassano del Grappa) |

|                          |           |         |
| Ferrigno 10’ Dionigi 63’ | Marcatori | 8’ Pasa |

| Mantova 12 giugno 1994 Semifinale - Ritorno | Mantova                      | 0 – 0 | Como | Stadio Danilo Martelli\| Arbitro: \| De Prisco (Nocera Inferiore) \| |
| Arbitro:                                    | De Prisco (Nocera Inferiore) |       |      |                                                                      |